# Перлов, Сергей Васильевич
Сергей Васильевич Перлов (1835, Москва — 13 декабря 1910 , там же) — русский купец первой гильдии из династии чаеторговцев Перловых. С 1887 указом Александра III пожалован потомственным дворянством. Активно занимался благотворительностью. Предметом его особой заботы был Шамординский монастырь.

## Биография
Родился в православной семье Василия Алексеевича Перлова от его третьей жены Елены Петровны Тугариновой (1812—1837) в доме на 1-й Мещанской улице. Отец его был потомственным почётным гражданином и состоятельным купцом, разбогатевшим на торговле чаем, в которую он внёс много улучшений. Учился дома.
Перлов заботился о своих работниках и даже, как говорили, нанимал их в большем количестве, чем это было необходимо для дела, чтобы дать людям возможность заработать на кусок хлеба. Был практичен, деятелен, иногда нетерпелив, религиозен. Состоял в различных московских комитетах и учреждениях благотворительного свойства. С 1880 член Санкт-Петербургского дома милосердия. Опекун ряда приютов и других подобных заведений в обеих столицах Российской Империи. В связи с одним из благотворительных проектов упоминал Перлова в конце века Л. Н. Толстой. В 1881—1893 был гласным Московской городской думы.
В 1887 году, к столетию фирмы, Перловым было пожаловано дворянство. Девиз «Честь в труде» и чайный куст украсили фамильный герб. В Москве по этому поводу был устроен многолюдный народный праздник.
В 1893 году был построен (точнее, перестроен) Чайный дом Перловых (Москва, ул. Мясницкая, 19) в китайском стиле, сохранившийся до настоящего времени и в 2002 году отреставрированный. В доме был магазин, где чай фасовали по сортам и продавали в жестяных коробочках. Перлов состоял поставщиком императорского двора России, а также поставлял чай ко двору нескольких иностранных монархов и князей.
Скончался после тяжелой болезни (подозревали раковый процесс в брюшной полости) в Москве в 1910 году, исповедовавшись и причастившись. Оставил вдову, которая, спустя несколько лет, приняла перед смертью монашеский постриг с именем Амвросия.
Похоронен в Шамордино. О многих благотворительных делах, сделанных при жизни тайно, даже родственники Перлова узнали только после его смерти.
Коллекционировал историческое восточное оружие, китайскую живопись и фарфор. Имел домашний театр, любил музыку. В Шамордино создал новый хор взамен прежнего.

### Чайное дело
В 1869 году умер отец С. В. Перлова. Бизнес был поделён между ним и братом. Брат Семён при этом рассчитывал на массового покупателя, а Сергей делал ставку на состоятельных людей и аристократию. С 1890 года Сергей выделился из семейного чайного дела и стал ориентироваться на внутренний рынок. Он создал "Товарищество чайной торговли «Сергей Васильевич Перлов и Ко». К 1915 году у него было более сорока отделений по всей России.

### Шамордино
В 1861 году Сергей женился на А. Я. Прохоровой (ум. 1918), происходившей из семьи мануфактурщиков. Она часто посещала Оптину пустынь и Шамординский монастырь, приезжая к старцу Амвросию Оптинскому и в 1885 году муж впервые последовал за ней. Он внёс пожертвование и в следующий раз вернулся в монастырь в 1889. После этого он взял Шамордино под свою опеку: построил в обители водонапорную башню, организовал мастерские, возвёл колокольню, усыпальницу и пр. Внимательно относился к нуждам монахинь и приютских детей, поставлял в монастырь и близлежащую Оптину пустынь чай, при этом не вмешиваясь во внутренние дела монастыря и ведя себя смиренно. Он прислал в монастырь много нужных вещей, помог расширить детский приют при нём, заменил обветшалые строения новыми и помог достроить то, что было начато на момент кончины старца Амвросия.

## Награды
- орден Святого Станислава III степени (1887)
- орден Святой Анны III степени (1890)
- орден Святого Станислава II степени (1894)[5]
- орден князя Даниила I 3-й степени (1884, Черногория, с правом ношения в России, полученным от императора)[6]
- серебряная коронационная медаль (1896)
- знак с изображением императрицы Марии (1897, за благотворительную деятельность в учреждениях, входивших в «ведомство императрицы Марии»)